# العلاقات الألبانية النرويجية
العلاقات الألبانية النرويجية هي العلاقات الثنائية التي تجمع بين ألبانيا والنرويج.

## مقارنة بين البلدين
هذه مقارنة عامة ومرجعية للدولتين:
| وجه المقارنة                                              | ألبانيا                                                    | النرويج                                                   |
| --------------------------------------------------------- | ---------------------------------------------------------- | --------------------------------------------------------- |
| المساحة (كم2)                                             | 28.75 ألف                                                  | 385.21 ألف                                                |
| عدد السكان (نسمة)                                         | 3.02 مليون                                                 | 5.33 مليون                                                |
| الكثافة السكانية (ن./كم²)                                 | 105.04                                                     | 13.84                                                     |
| العاصمة                                                   | تيرانا                                                     | أوسلو                                                     |
| اللغة الرسمية                                             | اللغة الألبانية                                            | بوكمول، لغات السامي، نينوشك، اللغة النرويجية              |
| العملة                                                    | ليك ألباني                                                 | كرونة نروجية                                              |
| الناتج المحلي الإجمالي (بليون دولار)                      | 13.04 مليار                                                | 398.83 مليار                                              |
| الناتج المحلي الإجمالي (تعادل القوة الشرائية) بليون دولار | 33.17 مليار                                                | 322.23 مليار                                              |
| الناتج المحلي الإجمالي الاسمي للفرد دولار أمريكي          | 3.94 ألف                                                   | 74.40 ألف                                                 |
| الناتج المحلي الإجمالي للفرد دولار أمريكي                 | 11.11 ألف                                                  | 65.61 ألف                                                 |
| مؤشر التنمية البشرية                                      | 0.764                                                      | 0.944                                                     |
| رمز المكالمات الدولي                                      | +355                                                       | +47                                                       |
| رمز الإنترنت                                              | .al                                                        | .no                                                       |
| المنطقة الزمنية                                           | توقيت وسط أوروبا، ت ع م+01:00، ت ع م+02:00، أوروبا/تيرانا ‏ | ت ع م+01:00، ت ع م+02:00، توقيت وسط أوروبا، أوروبا/أوسلو ‏ |

## منظمات دولية مشتركة
يشترك البلدان في عضوية مجموعة من المنظمات الدولية، منها:
| علم المنظمة | اسم المنظمة                               | تاريخ انضمام ألبانيا | تاريخ انضمام النرويج |
| ----------- | ----------------------------------------- | -------------------- | -------------------- |
|             | منظمة التجارة العالمية                    | ?                    | 1995                 |
|             | الأمم المتحدة                             | 14 ديسمبر 1955       | 27 نوفمبر 1945       |
|             | حلف شمال الأطلسي                          | 1 أبريل 2009         | 4 أبريل 1949         |
|             | الاتحاد الدولي للاتصالات                  | 2 يونيو 1922         | 1866                 |
|             | مجلس أوروبا                               | ?                    | 5 مايو 1949          |
|             | يونسكو                                    | 16 أكتوبر 1958       | 4 نوفمبر 1946        |
|             | المنظمة الأوروبية لسلامة الملاحة الجوية   | 2002                 | 1994                 |
|             | الاتحاد البريدي العالمي                   | ?                    | ?                    |
|             | مؤسسة التنمية الدولية                     | 15 أكتوبر 1991       | 24 سبتمبر 1960       |
|             | منظمة حظر الأسلحة الكيميائية              | ?                    | ?                    |
|             | وكالة ضمان الاستثمار متعدد الأطراف        | 15 أكتوبر 1991       | 9 أغسطس 1989         |
|             | منظمة الشرطة الجنائية الدولية             | ?                    | ?                    |
|             | مؤسسة التمويل الدولية                     | 15 أكتوبر 1991       | 20 يوليو 1956        |
|             | البنك الدولي للإنشاء والتعمير             | 15 أكتوبر 1991       | 27 ديسمبر 1945       |
|             | منظمة الأمن والتعاون في أوروبا            | 19 يونيو 1991        | 25 يونيو 1973        |
|             | المركز الدولي لتسوية المنازعات الاستشارية | 14 نوفمبر 1991       | 15 سبتمبر 1967       |

## أعلام
هذه قائمة لبعض الشخصيات التي تربطها علاقات بالبلدين:
- بيرسانت سيلينا (لاعب كرة قدم ألباني، 9 سبتمبر 1996[22] – )
- فالون بيريشا (لاعب كرة قدم نرويجي، 7 فبراير 1993[23] – )
- هيروليند شالا (لاعب كرة قدم ألباني، 1 فبراير 1992[24] – )

## وصلات خارجية
- موقع وزارة الخارجية الألبانية
- موقع وزارة الخارجية النرويجية